# 눈물 젖은 부산항
눈물 젖은 부산항은 1970년 방영된 대한민국의 영화이다.

## 배역
- 신성일
- 김지미
- 독고성
- 최남현
- 유계선